# Хенд
 Тази статия е за окръга в САЩ.  За юриста вижте Лърнид Хенд.  
Окръг Хенд (на английски: Hand County) е окръг в щата Южна Дакота, Съединени американски щати. Площта му е 3730 km², а населението - 3277 души (2017). Административен център е град Милър.